# Каннон (округ)
Округ Каннон (англ. Cannon County) располагается в штате Теннесси, США. Официально образован 31 января 1836 года. По состоянию на 2010 год, численность населения составляла 13 801 человек.

## География
По данным Бюро переписи США, общая площадь округа равняется 688,941 км2, из которых 688,941 км2 — суша, и 0,100 км2, или 0,020 % — это водоёмы.

## Население
По данным переписи населения 2000 года в округе проживает 12 826 жителей в составе 4998 домашних хозяйств и 3 643 семей. Плотность населения составляет 19,00 человек на км2. На территории округа насчитывается 5420 жилых строений, при плотности застройки около 8,00-ми строений на км2. Расовый состав населения: белые — 96,87 %, афроамериканцы — 1,46 %, коренные американцы (индейцы) — 0,33 %, азиаты — 0,12 %, гавайцы — 0,02 %, представители других рас — 0,40 %, представители двух или более рас — 0,81 %. Испаноязычные составляли 1,22 % населения независимо от расы.
В составе 33,30 % из общего числа домашних хозяйств проживают дети в возрасте до 18 лет, 58,60 % домашних хозяйств представляют собой супружеские пары, проживающие вместе, 9,90 % домашних хозяйств представляют собой одиноких женщин без супруга, 27,10 % домашних хозяйств не имеют отношения к семьям, 24,30 % домашних хозяйств состоят из одного человека, 10,90 % домашних хозяйств состоят из престарелых (65 лет и старше), проживающих в одиночестве. Средний размер домашнего хозяйства составляет 2,53 человека, и средний размер семьи — 2,99 человека.
Возрастной состав округа: 25,40 % — моложе 18 лет, 8,30 % — от 18 до 24, 28,90 % — от 25 до 44, 23,70 % — от 45 до 64, и 23,70 % — от 65 и старше. Средний возраст жителя округа — 37 лет. На каждые 100 женщин приходится 96,30 мужчин. На каждые 100 женщин старше 18 лет приходится 93,20 мужчин.
Средний доход на домохозяйство в округе составлял 32 809 USD, на семью — 38 424 USD. Среднестатистический заработок мужчины был 28 659 USD против 21 489 USD для женщины. Доход на душу населения составлял 16 405 USD. Около 9,60 % семей и 12,80 % общего населения находились ниже черты бедности, в том числе — 14,00 % молодежи (тех, кому ещё не исполнилось 18 лет) и 17,80 % тех, кому было уже больше 65 лет.